# Preszowskie jatki

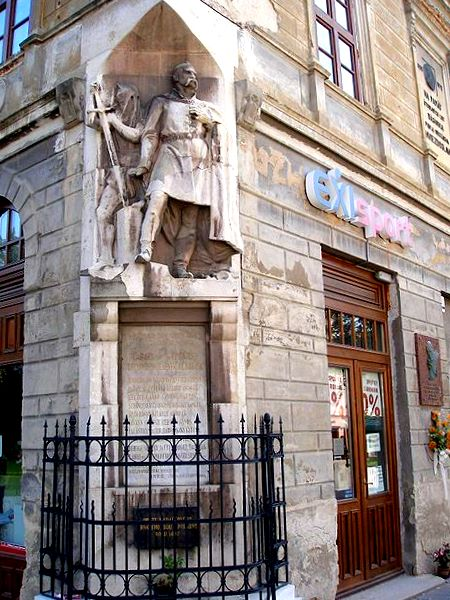
Pomnik buntu i ofiar procesu na budynku byłego kolegium ewangelickiego w Preszowie

Preszowskie jatki albo preszowski krwawy sąd (słow. prešovské jatky, prešovský krvavý súd, węg. Eperjesi vésztörvényszék) – proces sądowy 24 ewangelickich szlachciców i mieszczan z Preszowa i dalszych okolic królestwa Węgier w 1687, oskarżonych i skazanych na śmierć za sprzyjanie antyhabsburskiemu powstaniu Thökölya.

## Tło historyczne
W II połowie XVII wieku magnaci z królestwa Węgier buntowali się przeciwko centralizacji władzy katolickich Habsburgów po wojnie trzydziestoletniej. W 1666 sprzysiężyli się przeciwko władzy pod wodzą Franciszka Wesselényiego, jednak spisek został szybko wykryty, a Wesselényi zmarł przed własną egzekucją. Dalsze próby podporządkowania sobie węgierskiej szlachty i przymusowa rekatolicyzacja ewangelickich regionów Węgier doprowadziła do wybuchu ośmioletniego powstania dowodzonego przez Imre Thökölya i ostatecznie stłumionego przez Austriaków w roku 1686.

## Kapitulacja i proces
Powstanie Thökölya zbrojnie poparli ewangelicy i kalwini (głównie szlachta i mieszczanie) z Preszowa (węg. Eperjes). 11 sierpnia 1685 armia austriacka pod dowództwem generała Schulza pokonała powstańców w bitwie pod Preszowem i rozpoczęła oblężenie miasta. Po dwóch miesiącach obrony Preszów skapitulował.

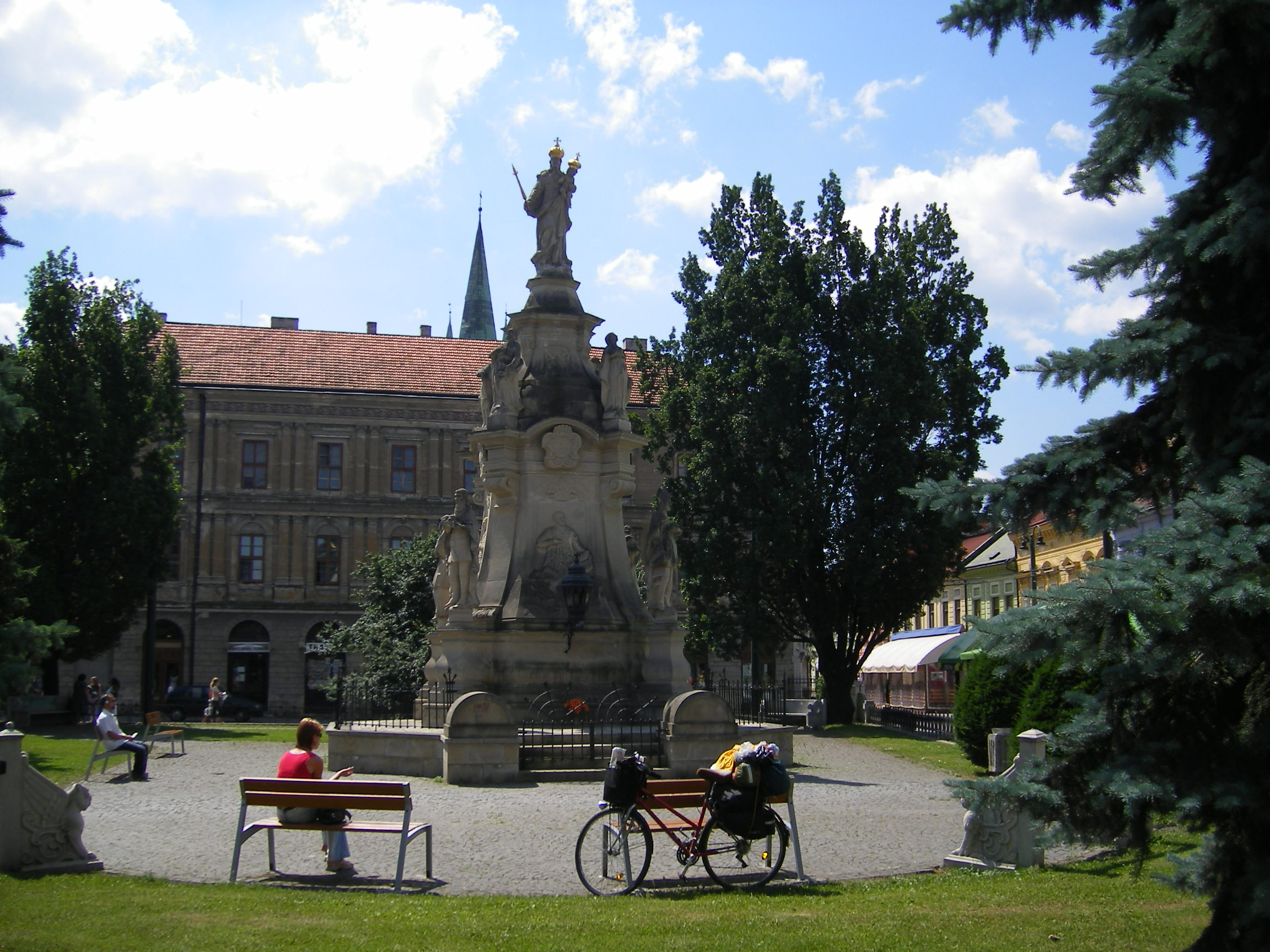
Miejsce egzekucji (rynek w Preszowie)

Po zdobyciu miasta powstańcy i mieszczanie mieli otrzymać amnestię i zachować przywileje, jednak wkrótce oskarżono ich o przekazywanie zaopatrzenia i szpiegostwo na rzecz hrabiny Heleny Zrinskiej (żony Thökölya) w oblężonym Mukaczewie. Według innych źródeł, preszowska szlachta miała być ostatecznie sądzona za uczestnictwo w powstaniu Thökölya mimo obietnicy amnestii, lub preszowscy mieszczanie wzajemnie fałszywie oskarżali się o knucie nowego spisku już po zajęciu miasta przez Austriaków, licząc na uniknięcie kary albo pozbycie się lokalnych wrogów i rywali. 
W lutym 1687 zaczął działać doraźny sąd pod przewodnictwem neapolitańskiego generała Antonia Caraffy. 5 marca stracono preszowskich senatorów i szlachciców: Žigmunda Zimmermanna, Andreja Kecera (Kecsera lub Keczera), Gašpara Rauschera i Františka Baraňa. Do 16 września Caraffa (mimo wcześniejszych przypuszczeń historyków, że pełnił zarówno rolę sędziego i oskarżyciela, tym drugim miał być László Szentiványi) skazał na śmierć 24 preszowskich mieszczan, powstańców i innych osób oskarżonych o spiskowanie, a ponad 300 skonfiskował majątki. Skazańców zabijano przez obcinanie kończyn i głów na preszowskim rynku, między kościołem św. Mikołaja a szkołą, a następnie wystawiano ich głowy na widok publiczny. Wśród straconych i ofiar tortur w trakcie przesłuchań w miejskim więzieniu (w tym jedno samobójstwo) znaleźli się szlachcice, mieszczanie, ziemianie, senatorzy, handlarze, sędziowie miejscy z Preszowa i Koszyc, poseł i przyjaciel Thökölya razem z dwójką sługów, kalwiński ksiądz, koszycki masarz, posłaniec i niezidentyfikowany z nazwiska chłop.

## Po procesie

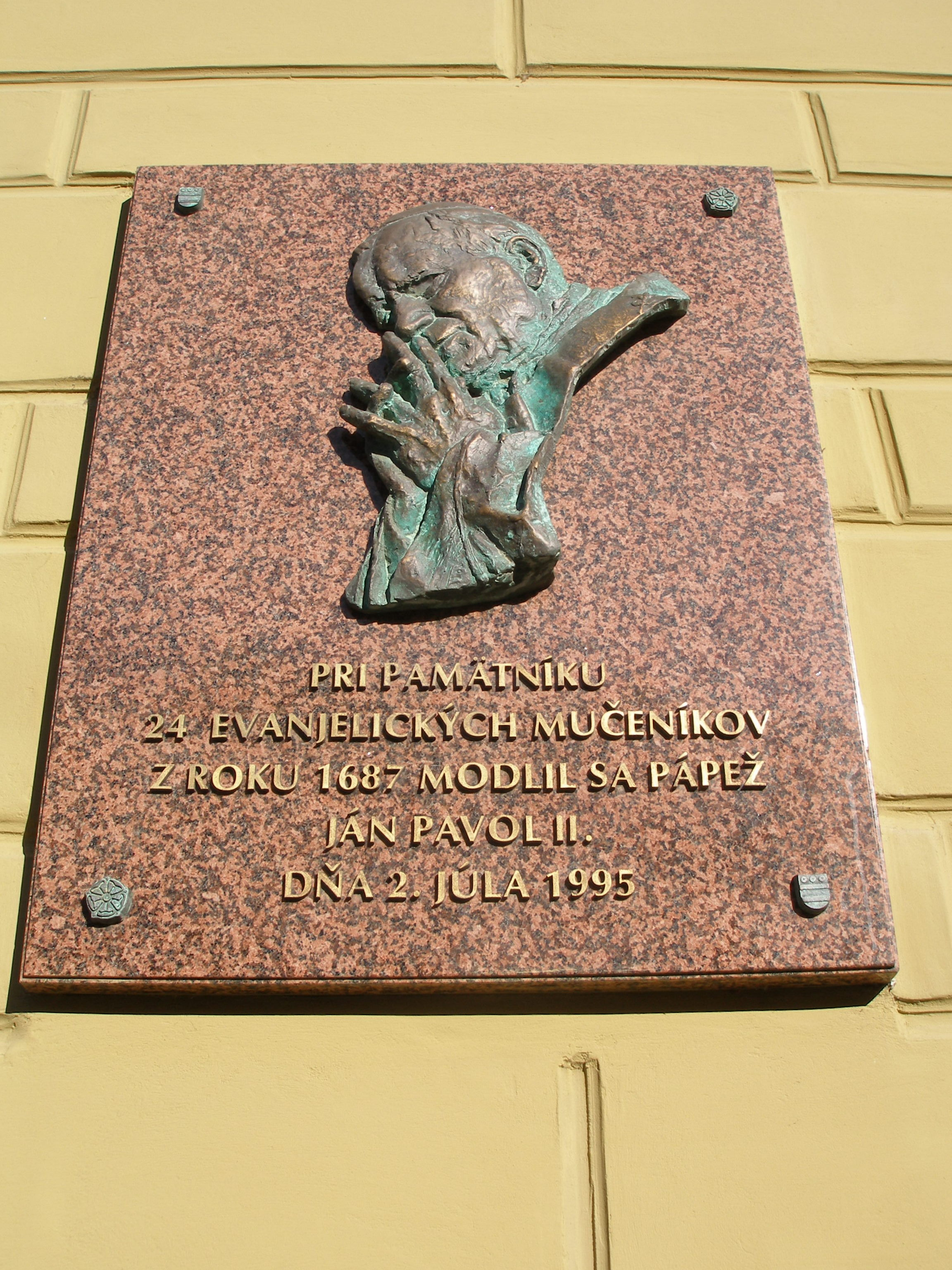
Tablica upamiętniająca modlitwę Jana Pawła II za skazańców w 1995

Działalność nadzwyczajnego sądu preszowskiego odbiła się szerokim echem na Węgrzech. Tortury i egzekucje potępili przedstawiciele kleru katolickiego, w tym biskup Győru i przyszły kardynał Leopold Karl von Kollonitsch. Działalność Caraffy i jego stronników położyła jednak kres buntowi węgierskiej szlachty, a na sejmie węgierskim w Bratysławie zwołanym w październiku 1687 kościół i miasta królewskie zgodziły się na dziedziczenie korony węgierskiej przez Habsburgów. Kolejnym dużym buntem węgierskiej magnaterii przeciwko Habsburgom było dopiero powstanie Rakoczego w 1703.
Johannes (Jan) Rezik (1650–1710), naoczny świadek wydarzeń i wykładowca kolegium ewangelickiego w Preszowie, w swojej relacji z procesu i egzekucji określił je łacińskim mianem laniena Eperiensis (dosłownie "rzeźnia preszowska"). Ten termin w 1931 roku został przełożony przez Gustáva Pogánya na słowacki jako prešovské jatky i w takim brzmieniu wszedł do słowackiej historiografii oraz został spolszczony.
W trakcie gruntownego remontu kościoła rzymskokatolickiego we wsi Svinia (węg. Szinye) w 1930, pod atrium świątyni odkryto cztery bezgłowe szkielety, zidentyfikowane następnie przez pastora ewangelickiego i nauczyciela Jánosa Gömörya jako szczątki ofiar jatek preszowskich. 12 listopada 1930 miał miejsce ich powtórny pogrzeb w kościele świętej Trójcy w Preszowie.
2 lipca 1995 za ofiary preszowskich jatek modlił się Jan Paweł II odwiedzając miasto w trakcie swojej pierwszej pielgrzymki na Słowację. Wizytę papieża upamiętnia marmurowa tablica obok pomnika męczenników z Preszowa na ulicy Hlavnej, gdzie kiedyś mieściło się kolegium ewangelickie.